# Gelis brevistylus
Gelis brevistylus là một loài tò vò trong họ Ichneumonidae.